# Facelis
Facelis é um género botânico pertencente à família Asteraceae.